# Краун-Пойнт (Індіана)
Краун-Пойнт (англ. Crown Point) — місто (англ. city) в США, в окрузі Лейк штату Індіана. Населення — 33 899 осіб (2020).

## Географія
Краун-Пойнт розташований за координатами 41°25′2″ пн. ш. 87°20′51″ зх. д. / 41.41722° пн. ш. 87.34750° зх. д. (41.417102, -87.347423).  За даними Бюро перепису населення США в 2010 році місто мало площу 45,91 км², з яких 45,88 км² — суходіл та 0,04 км² — водойми.

## Демографія
Згідно з переписом 2010 року, у місті мешкало 27 317 осіб у 10 394 домогосподарствах у складі 7001 родини. Густота населення становила 595 осіб/км².  Було 10976 помешкань (239/км²).
Расовий склад населення:
| - 88,2 % — білих - 6,3 % — чорних або афроамериканців - 1,8 % — азіатів - 0,2 % — корінних американців - 1,9 % — осіб інших рас |

До двох чи більше рас належало 1,6 %. Частка іспаномовних становила 8,1 % від усіх жителів.
За віковим діапазоном населення розподілялося таким чином: 21,2 % — особи молодші 18 років, 62,7 % — особи у віці 18—64 років, 16,1 % — особи у віці 65 років та старші. Медіана віку мешканця становила 39,6 року. На 100 осіб жіночої статі у місті припадало 100,0 чоловіків;  на 100 жінок у віці від 18 років та старших — 98,2 чоловіків також старших 18 років.
Середній дохід на одне домашнє господарство  становив 79 956 доларів США (медіана — 63 754), а середній дохід на одну сім'ю — 91 814 долари (медіана — 77 064). Медіана доходів становила 60 608 доларів для чоловіків та 48 078 доларів для жінок. За межею бідності перебувало 6,6 % осіб, у тому числі 10,8 % дітей у віці до 18 років та 4,6 % осіб у віці 65 років та старших.
Цивільне працевлаштоване населення становило 13 379 осіб. Основні галузі зайнятості: освіта, охорона здоров'я та соціальна допомога — 25,0 %, виробництво — 16,0 %, роздрібна торгівля — 10,3 %, науковці, спеціалісти, менеджери — 9,7 %.